# Stuart Bale
Stuart Bale (Londra, 21 gennaio 1964) è un ex tennista britannico.

## Carriera
In carriera ha raggiunto in singolare la 202ª posizione della classifica ATP, mentre in doppio ha raggiunto il 256º posto. Nei tornei del Grande Slam ha ottenuto il suo miglior risultato raggiungendo i quarti di finale di doppio a Wimbledon nel 1994, in coppia con il neozelandese Brett Steven.